# Colocleora leucostephana
Colocleora leucostephana is een vlinder uit de familie van de spanners (Geometridae). De wetenschappelijke naam van de soort werd in 1938 als Colocleora spuria f. leucostephana gepubliceerd door Louis Beethoven Prout.
De soort komt voor in tropisch Afrika.